# Limnoithona tetraspina
Limnoithona tetraspina is een eenoogkreeftjessoort uit de familie van de Oithonidae. De wetenschappelijke naam van de soort is voor het eerst geldig gepubliceerd in 1976 door Zhang & Li.